# Chapter 18: The Mines of Mandalore
"Chapter 18: The Mines of Mandalore" es el segundo episodio de la tercera temporada de la serie de televisión estadounidense en streaming The Mandalorian. Fue escrito por el showrunner Jon Favreau y dirigido por Rachel Morrison. Fue lanzado en Disney+ el 8 de marzo de 2023. El episodio recibió críticas positivas de los críticos.

## Trama
The Mandalorian y Grogu se dirigen a Tatooine y se reúnen con Peli Motto, esperando que tenga un núcleo de memoria que pueda usar para revivir a IG-11. Ella no tiene uno, pero se ofrece a venderle al droide R5-D4 en su lugar, a lo que Mando acepta a regañadientes. El Mandaloriano y Grogu se dirigen a Mandalore y al llegar, envía a R5-D4 para escanear el planeta. Cuando no responde, se dirige a una cueva para encontrarlo. Allí es atacado por varios alamitas, a quienes mata con el sable oscuro. Después de realizar varias pruebas, Mando descubre que el aire del planeta es respirable y regresa con Grogu. Se dirigen por debajo de la ciudad de Sundari, en busca de las minas. Allí encuentra un viejo casco mandaloriano, que es una trampa tendida por una criatura cyborg. La criatura captura a Mando y lo encarcela.
El Mandaloriano envía a Grogu a buscar a Bo-Katan Kryze y le pide que lo salve. Bo-Katan no está impresionada de ver la nave de Djarin fuera de su castillo, pero accede a ayudar a Grogu a salvarlo. Después de matar a la criatura usando el Darksaber, ella lo salva y se ofrece a mantenerlo a salvo antes de regresar a Kalevala. El Mandaloriano se niega, insistiendo en que debe bañarse en las aguas vivientes. Tras encontrar el lugar, El Mandaloriano se baña en las aguas, mientras recita las palabras del credo. Sin embargo, se hunde hasta el fondo y Bo-Katan se sumerge para salvarlo. Ella se las arregla para rescatarlo y sacarlo vivo de la superficie, pero se sorprende al observar a un Mitosaurio en el agua, dándose cuenta de que las historias que le contaban cuando era niña eran ciertas.

## Producción

### Desarrollo
El episodio fue dirigido por Rachel Morrison, a partir de un guion del creador de la serie Jon Favreau.

### Casting
El elenco coprotagonista de este episodio regresó de episodios anteriores, incluida Amy Sedaris como Peli Motto. The Mandalorian es representado físicamente por los dobles de acción Brendan Wayne y Lateef Crowder, y Wayne y Crowder reciben crédito como coprotagonistas por segunda vez en el episodio. Pedro Pascal y Katee Sackhoff interpretan a The Mandalorian y Bo-Katan Kryze, respectivamente.

### Música
Joseph Shirley compuso la partitura musical del episodio, reemplazando a Ludwig Göransson.

## Recepción
En Rotten Tomatoes, el episodio tiene una puntuación del 85 % según las reseñas de 20 críticos, con una puntuación media de 8/10. El consenso de los críticos del sitio web dice: "Enérgico y directo, 'The Mines of Mandalore' se sumerge de manera eficiente en el último arco de la historia de The Mandalorian con una aventura mal iluminada, obteniendo un gran impulso del carisma de Katee Sackhoff".